# Jaskinia Chłodna
Jaskinia Chłodna – jaskinia w Paśmie Wiślańskim w Beskidzie Śląskim, jedna z większych w tej grupie górskiej. Ma 125 m zbadanych korytarzy i 16,5 m głębokości.
Jaskinia znajduje się w południowo-wschodnich zboczach góry Muronka, na terenie rezerwatu przyrody Kuźnie. Otwór wejściowy leży na wysokości 890 m n.p.m., na skraju wyraźnego rowu rozpadliskowego u stóp wychodni skalnej. Administracyjnie znajduje się w granicach wsi Ostre w województwie śląskim, w powiecie żywieckim, w gminie Lipowa.
Jest jaskinią typu szczelinowego, pochodzenia osuwiskowego. Jaskinia jest na ogół sucha. Słaby przewiew jest wyczuwalny w korytarzu wejściowym. Światło sięga do korytarza wejściowego. Temperatura w jaskini jest niska (stąd nazwa) i przez cały rok utrzymuje się na poziomie +3,5 °C. Tylko w partiach końcowych za Główną Salą temperatura jest wyższa.
Na głazach przyotworowych występują mchy i porosty. W jaskini zaobserwowano nietoperze (kilka osobników).
Do czasu pierwszego udokumentowania w 1986 r. brak wzmianek o tym obiekcie w literaturze, choć wstępne partie jaskini były zapewne znane miejscowej ludności. Jaskinię spenetrowali i opisali członkowie Speleoklubu Bielsko-Biała.
Od 1993 r. chroniona jako pomnik przyrody.